# Renzo Rosati
Renzo Rosati (Assisi, 6 aprile 1962 – Castel Madama, 17 aprile 1988) è stato un militare italiano, Vicebrigadiere dell'Arma dei Carabinieri, insignito di Medaglia d'oro al valor civile (alla memoria). 
Nacque ad Armenzano il 6 aprile 1962, da Aldo e Ada Pompei. Frequentò al paese la scuola elementare, al tempo ancora attiva, e la media al Convitto Nazionale. Si diplomò geometra e arruolò nell’Arma, studiando alle scuole Marescialli di Velletri e Firenze; divenne vicebrigadiere. Se ne ricorda il carattere aperto e la disponibilità, anche verso la Pro Loco armenzanese, che proprio negli ultimi anni di vita di Renzo avviava la valorizzazione del paese (il Presepe vivente è dell’85)  AssisiMia, su assisimia.it. URL consultato il 12 giugno 2024..

## Evento
Il fatto di sangue avvenne a Castel Madama, comune dell’hinterland romano e nella cui stazione il sottufficiale serviva. Il 17 aprile ’88, con un carabiniere intimò l’alt a due balordi su una vespa rubata e da tempo sorvegliati. Essi disobbedirono, ma si fermarono dietro una curva dopo alcune centinaia di metri, buttati a terra a simulare un incidente. I militari sopraggiunsero, Rosati uscì dall’auto e si accorse che un malvivente aveva un revolver; si slanciò per fermarlo, ma quello gli sparò alla fronte freddandolo. Il secondo militare fu ferito e ferì a sua volta uno degli aggressori, i quali, fuggendo, presero una mitraglietta. Intervennero altri carabinieri per dare la caccia ai due che, infine circondati, si arresero. 
La salma di Rosati fu composta a Tivoli e condotta alla cappella di famiglia ad Armenzano.